# Ashihal, Lingsugur
Ashihal là một làng thuộc tehsil Lingsugur, huyện Raichur, bang Karnataka, Ấn Độ.